# Reserva nacional del Noatak
La reserva nacional del Noatak (en inglés: Noatak National Preserve) es una reserva nacional de los Estados Unidos que protege la mayor cuenca hidrográfica inalterada del país.
La reserva tiene por objeto mantener la integridad ambiental del río Noatak y las tierras altas adyacentes, proteger el hábitat y las poblaciones de la vida silvestre y proteger los recursos arqueológicos con el fin de proporcionar oportunidades para la investigación científica. 
La cuenca es el hábitat de muchas especies de flora y fauna donde se preservan lugares arqueológicos que reflejan al menos 11.000 años de presencia humana.
El presidente Jimmy Carter originalmente proclamó 26 587,46 km²  en la zona del río Noatak  como monumento nacional el 1 de diciembre de 1978 bajo la Ley de Antigüedades de 1906.
El monumento se convirtió en una reserva nacional el 2 de diciembre de 1980 bajo la Ley de Conservación de Tierras de Interés Nacional de Alaska (Alaska National Interest Lands Conservation Act o ANILCA).
La reserva se encuentra en el territorio tradicional del pueblo inupiaq a lo largo del río Noatak, en los boroughs (aquí equivalentes de un condado) de North Slope y Northwest Arctic (Alaska). La tierra sigue ofreciendo oportunidades para la subsistencia por medio de las actividades tradicionales.
Cómo la zona es una reserva nacional gestionada por el Servicio de Parques Nacionales y no un parque nacional en sentido estricto también se permite la caza deportiva dentro de sus límites.